# Цилиндрический свод
Цилиндрический свод (полуциркульный) — свод с полуокружностью в сечении, одинаковом на всём протяжении.
Простейший и самый распространённый свод, опирается на параллельно расположенные опоры, в поперечном сечении образует полукруг.
Как все архитектурные сооружения на основе арки, цилиндрический свод создаёт особое распределение нагрузки на стены под собой. Существует несколько механизмов поглощения этой нагрузки. Один из самых простых — создание прочных толстых стен, это примитивный, а зачастую недопустимый способ. Другой, более элегантный способ — это построение двух или более параллельных циркульных сводов, чтобы нагрузки от каждого из них взаимно исключали друг друга. Такой метод чаще всего применялся в храмовой архитектуре, где несколько сводчатых нефов проходили параллельно по всей длине здания. Однако внешние стены крайних сводов всё равно должны были быть достаточно прочными или подкрепляться контрфорсом. Третий, наиболее элегантный, способ распределения боковой тяги — пересечение двух циркульных сводов под прямым углом, что создаст конструкцию крестового свода.
Цилиндрические своды известны со времён Месопотамии и Египта и часто использовались в античной архитектуре. Они также использовались для замены Большой Клоаки системой подземной канализации. Другие ранние постройки с цилиндрическими сводами встречаются в Северной Европе, Турции, Марокко и других регионах. В Центральной Европе цилиндрический свод являлся неотъемлемым архитектурным элементом таких каменных сооружений, как монастыри, замки, башенные дома. Этот тип перекрытия чаще всего встречается в подвалах, склепах, длинных коридорах, монастырях и больших залах.

## Основные типы цилиндрических сводов
| Полуциркульные — коробовый свод, образованный полуокружностью.                                                                                                   |
| Стрельчатые — свод, образованный последовательностью стрельчатых арок.                                                                                           |
| Коробовый (англ. camber arch, нем. hyperbolisch-parabolisches Gewölbe) — разновидность цилиндрического свода, служит для перекрытия больших, обширных помещений. |
| Эллиптические — цилиндрический свод с направляющей в форме эллиптической кривой.                                                                                 |
| Параболические — свод, образованный последовательностью параболических арок.                                                                                     |

## Теория и ранняя история
Несмотря на то, что цилиндрические своды использовались в Месопотамии и Египте, эти конструкции были не слишком популярны в ранних цивилизациях. Впервые значительное распространение они получили в Персии и Риме. Вероятно, такая техника возникла из необходимости возведения каменных зданий из кирпичей или каменных блоков в областях, где древесина в больших количествах не была доступна. Самый ранний полуциркульный свод был обнаружен под Шумерским зиккуратом в Вавилонии, датированный около 4000 г. до н. э., который был построен из обожжённого кирпича и глиняного раствора. Самые ранние полуциркульные своды в Египте находятся в Реваньяхе и Дендере, построенные примерно в 3500 г. до н. э. в эпоху Додинастического Египта. Они были построены из высушенного на солнце кирпича тремя кольцами, переходящими в гробницы, в таком случае пролёты составляли всего два метра. В раннее время цилиндрический свод главным образом был использован для подземных сооружений, а также для канализации. Однако несколько зданий Рамессеума также были построены таким образом. Недавние археологические раскопки в Моргантине (в провинции Энна) показали, что наземные цилиндрические своды были также известны и использовались в Эллинистической Сицилии в III в. до н. э., что указывает на то, что эта техника была также известна древним грекам.
Древние римляне, по большей части унаследовавшие традицию цилиндрических сводов из Этрусской Цивилизации и Ближнего Востока, и персы были первыми, кто широко использовал технологию полуциркульного свода в крупномасштабных проектах. Они также были первыми, кто использовал строительные леса, помогающие им в строительстве помещений, не виданной прежде величины. Со временем римские архитекторы стали предпочитать крестовый свод, более сложный в возведении, но не требующих большой толщины стен для опоры, а следовательно, позволял создавать более просторные помещения.
После падения Римской империи, некоторые крупные здания были достроены в течение нескольких столетий. В ранний романский период архитекторы вернулись к технологии цилиндрического свода при возведении больших соборов. Их интерьеры были достаточно тёмными из-за прочных, толстых стен, поддерживающих свод. Одним их самых больших и знаменитых храмов, перекрытых огромным цилиндрическим сводом, был храм аббатства Клюни, построенный между XI и XII вв.
В XIII и XIV веках, с наступлением готики, цилиндрические своды практически не использовались, в начале чаще всего были использованы крестовые своды, усиленные каменными рёбрами. Позднее были разработаны различные типы богато украшенных и сложных сводов.
С появлением барокко и возрастанием интереса к античному искусству и архитектуре циркульный свод повторно вошёл в моду, причём в довольно широких масштабах. Он использовался в строительстве таких масштабных сооружений, как Базилика Базилика Сант-Андреа (Батиста Альберти), Сан-Джо́рджо-Маджо́ре (Андреа Палладио), и, наверное, в самом известном, Собор Святого Петра в Риме, где пролёт составлял 27 метров в ширину.

## Ранние постройки
- Beverston Castle, Британия, крипта под южной башней западной части.
- Кафедральный собор Кортона, Тоскана
- Замок Данноттар, Шотландия
- Вилла Адриана, Тиволи, Италия, начало II века нашей эры
- Мавзолей Галлы Плацидии, Равенна, Италия (около 500 г. н. э.)
- Muchalls Castle, Шотландия, склеп и длинный зал
- Myres Castle, Шотландия, подвалы
- Real Monasterio de Nuestra Senora de Rueda, Испания, клуатр монастыря (XII век)
- Капелла Скровеньи, Падуя, Венето, Италия (1303 г.)
- Сикстинская капелла, Ватикан
- Ватиканский грот, Ватикан
- Williamson Tunnels, Ливерпуль, Англия (начало XIX века)

## Современные постройки
В викторианской и современной архитектуре представлены многочисленные примеры конструкций цилиндрических сводов, в том числе:
- Белфаст, Северная Ирландия, мэрия Банкетный зал с потолком в виде цилиндрического свода 1896—1906, Площадь Донегал
- The 925 Building, Кливленд, Огайо, конструкция 1924 года
- Художественный музей Кимбелла в Форт-Уорте, штат Техас, США, шириной 174 фута.
- Мельбурн, Австралия, Торговый центр Chase, изготовленный из поликарбоната
- Новая библиотека университета Индианы